# Gloria (Saarbrücken)

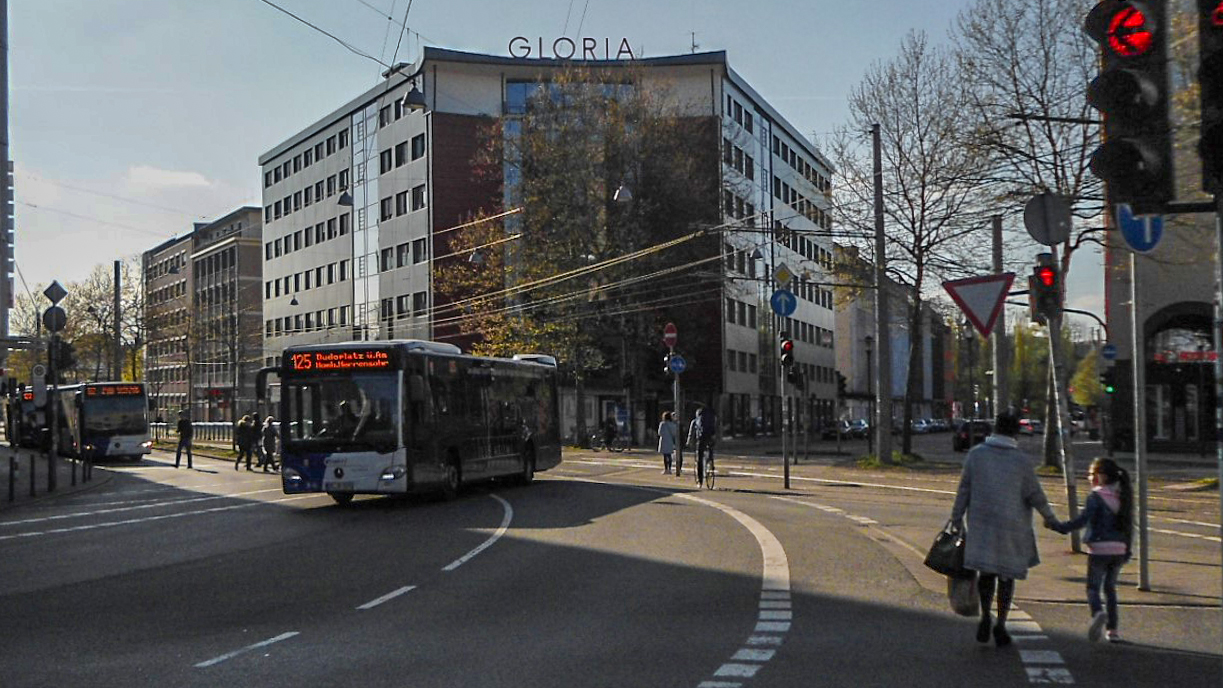
Das Gloria 2017

Das Gloria ist ein 1931 in der saarländischen Landeshauptstadt Saarbrücken erbautes Kinogebäude an der Ecke Trierer Straße/St. Johanner Straße. Von 1931 bis 1984 beherbergte es mit dem Gloria-Filmpalast das zeitweise größte Kino der Stadt. Seit 1985 betreiben wechselnde Pächter in ihm eine Großraumdiskothek.

## Geschichte

### Gloria-Filmpalast
In dem unter Verwaltung des Völkerbundes stehenden Saarbrücken wurde Anfang der 1930er Jahre in der Trierer Straße 42 der Gloria-Filmpalast erbaut. Er war zu seiner Eröffnung 1931 neben dem Kammerlichtspiel, dem Tivoli sowie dem Union-Theater (von 1935 bis 1944: UFA-Filmpalast) das vierte Kino in Saarbrücken. Betreiber war die Gloria-Lichtspiele GmbH. Nach dem Anschluss an das Deutsche Reich 1935 boomte das Kinogeschäft und die Anzahl Saarbrücker Kinos stieg bis 1938 auf insgesamt neun mit zusammen 5130 Sitzplätzen. Aufgrund der Zerstörung durch alliierte Bombenangriffe, vermutlich am 5. Oktober 1944, und der Evakuierung der Stadt wurde das Kino kurz vor Ende des Zweiten Weltkriegs aufgegeben.
Nach dem Einmarsch amerikanischer Truppen in das nahezu menschenleere Saarbrücken mussten ab März 1945 alle Kinos geschlossen bleiben. Mit der Übergabe des Saarlandes an die französische Besatzungsmacht wurden sie mit Erlass vom 30. Dezember 1946 unter Verwaltung (Administrateur-Séquestre) gestellt. Sequesterverwalter war Max Bernheim. Eigentümer und Kinobetreiber mussten ihre Geschäfte bis zur Vorlage einer Genehmigung der französischen Militärverwaltung einstellen.
Nach dem Wiederaufbau durch den Saarlouiser Filmkaufmann Ernst Gill (u. a. Theater am Ring) war das Gloria ab 1951 wieder in Betrieb. Weitere Modernisierungen sowie die Ausrüstung mit Cinemascope und  HiFi-Mehrkanalton erfolgten dann 1956. Anlässlich der Wiedereröffnung des Gloria-Filmpalast 1956 waren Liselotte Pulver und der Regisseur Kurt Hoffmann bei der Vorführung ihres aktuellen Films Heute heiratet mein Mann anwesend. Anfang der 1960er Jahre überführte Ernst Gill das Gloria in die Saarfilm-Union (Saarfilm GmbH). Das Gloria verfügte über den größten Kinosaal der Stadt und, nach Schließung der Wartburg-Lichtspiele 1952, mit seinen 1050 Sitzplätzen auch über die größte Besucherkapazität. Es verfügte laufend über moderne Technik, wie beispielsweise einen Bauer U 2 Projektor für 70-mm-Film (1962) oder eine Sensurround-Soundanlage (1974), und Todd-AO-Filme konnte man in Saarbrücken nur im Gloria Palast schauen. Betreiberin war die Saarfilm-Union. 1984 musste das Kino dann schließen.

### Diskotheken
Gloria Palast
Im Dezember 1985 wurde in dem leergeräumten Kinokomplex die Diskothek Gloria Palast eröffnet. Unter Resident-DJ Kasimir etablierte man einen Musikmix aus Independent, New Wave, frühem Hip-Hop und Electro. An den Wochentagen fanden manchmal Konzerte statt. 1986 wurde hier der Max Ophüls Preis vergeben. Es wurden pro Öffnungstag bis zu 3000 Besucher gezählt. Im Gloria fanden Anfang der 1990er Jahre die ersten großen Techno-Partys in Saarbrücken statt. DJ Karotte hatte hier seine ersten Auftritte.
Seit Ende der 1990er Jahre, also lange nach der Schließung, werden von DJ Kasimir „Gloria Revival Partys“ veranstaltet, welche in wechselnden Locations veranstaltet werden.
X-Dream
Nach einem Besitzerwechsel des Gebäudes und einem Umbau wurde 1994 die kommerzieller ausgerichtete Diskothek X-Dream eröffnet. Das Konzept hielt sich nur zwei Jahre aufgrund des Ausstiegs eines Betreibers.
N8werk
1996 eröffnete die Großraumdiskothek N8werk. Die Adresse lautete jetzt St. Johanner Str. 38. Betreiber war die am 12. Juli 1994 gegründete CASS Diskotheken Betriebs GmbH mit Alexander Cron als Geschäftsführer. Er etablierte ein Mottoparty-Konzept, überwiegend für jüngere Erwachsene. Neben Themenpartys wie Geiz ist Geil, Hard´n´Heavy, Mallorca N8 wurden Schaumpartys oder Live-Auftritte von Pop- und Stimmungssängern wie zum Beispiel Mickie Krause veranstaltet. 2004 schied Alexander Cron aus dem Unternehmen aus. Ab 2012 übernahm Mike Henning die Geschäftsführung. Der Versuch, auch ältere Clubgänger zu erreichen, scheiterte. Zuletzt befand sich beim Filmfestival Max Ophüls Preis 2016 der Festivalclub „Lolas Bistro“ im Gloria. Im Juli 2016 musste mit fünfstelligen Verbindlichkeiten Insolvenz angemeldet und der Betrieb geschlossen werden.
Gloria Stages
Am 30. November 2016 gründeten Samy Acar und Alfonso Puccio alias „DJ Fonz“ eine Gesellschaft, die nach Umbauten im Gloria am 12. März 2017 die neue Diskothek Gloria Stages eröffnete. Als Konzept für den Betrieb entwickelten sie eine Mischung aus elektronischer Tanzmusik an den Wochenenden sowie Konzerten, Comedy- und Theaterveranstaltungen oder Lesungen in der übrigen Zeit. Im März 2018 ging die Betreibergesellschaft der Diskothek in Insolvenz.
Ego
Am 22. November 2019 eröffnete der neue Club Ego. Geschäftsführer ist der aus Wadgassen stammende Gastronom Hafzullah Atca, der in Saarbrücken mit seiner Havsis Lounge bekannt wurde. Die Musik ist nun auf Hip-Hop und Rap ausgelegt.

## Architektur und städtebauliche Bedeutung
Der Gloria-Filmpalast ist Anfang der 1930er Jahre als siebengeschossiger Zweckbau mit flachem Dach im Stil des Neuen Bauens erbaut worden. Er besteht aus zwei V-förmig aufeinander zulaufenden Baukörpern, die einen zentralen Saalbau dreiseitig umschließen. Das Gebäude ist freistehend. Bilder aus den 1950er Jahren zeigen einen verblendeten Ziegelbau mit Vorhangfassade. Die kurze Stirnseite mit dem Haupteingang ist dabei mittels einer angesetzten Glas-Rotunde vertikal betont. Die Seiten waren anfangs mit gebänderten Fensterelementen horizontal gegliedert. Heute zeigen sie eine Lochfassade. Der exponierten Lage wurde durch eine besondere Gestaltung der Stirnseite Rechnung getragen. Das Gloria befindet sich als spitzwinkeliges Eckgebäude zwischen der Trierer- und der St-Johanner Straße und ist als Kopf eines Platzes Ende einer Blickachse. Bei diversen Umbauten, Umnutzungen und Modernisierungen im Verlauf der Jahre ging die ursprüngliche Gestaltung teilweise verloren.
Beim Wiederaufbau des im Krieg weitgehend zerstörten Saarbrückens zu Beginn der 1950er Jahre war das Gebäude Bestandteil der von Stadtbaurat Karl Cartal entwickelten Neuordnung Hauptbahnhof Saarbrücken. Die nicht realisierten Pläne von Georges-Henri Pingusson aus dem Jahr 1946 sahen einen Abriss vor. Auch bei einem Entwicklungskonzept für die Landeshauptstadt Saarbrücken aus dem Jahr 2011 spielt die Liegenschaft eine Rolle.
Beim Umbau zur Diskothek 1984 wurde das Raumkonzept der alten Kino-Architektur aufgenommen. Die Tanzfläche wurde in dem Bereich angelegt, in dem sich früher das Sitzparkett befand. Aufgrund der für die alte Bestuhlung ansteigenden Böden sowie der Empore entstand die Raumwirkung eines Amphitheaters. Die DJ-Technik wurde dabei in den Anfangsjahren in einem der nicht mehr im Gebrauch befindlichen Vorführräumen untergebracht, so dass die Gäste den auflegenden Discjockey nicht ansprechen konnten.